# Преден отряд
Преден отряд е войсково съединение на Действащата Руска армия в Руско-турската война (1877–1878).
Предният отряд е формиран на 18 юни 1877 г. Първоначалният личен състав е от 12 000 войника и 40 оръдия. Командир на отряда е генерал-лейтенант Йосиф Гурко. Включва основно 2-ра Гвардейска кавалерийска дивизия с командир генерал-лейтенант Йосиф Гурко, 4-та стрелкова бригада с командир генерал-майор Адам Цвецински и Българското опълчение с командир генерал-майор Николай Столетов.
Съгласно плана за действие, настъпва по направлението Свищов–Търново – проходите на Централна Стара планина – Стара Загора – Одрин. Задачата е да разпръсне османските сили в Централна Северна България и да овладее проходите на Централна Стара планина. С последващо дълбоко проникване в Южна България да създаде условия за прехвърляне на главните сили в долината на река Марица.
Отрядът превзема Търново, преминава Хаинбоазкия проход и освобождава Казанлък. Във взаимодействие с Габровския отряд с командир генерал-майор Валериан Дерожински овладява Шипченския проход.
Настъплението на Централната османска армия с командир Сюлейман паша в Южна България през юли 1877 г. води до усилването на отряда с части от 9-а пехотна дивизия с командир генерал-лейтенант Николай Святополк-Мирски. Предният отряд води ожесточени битки с Централната османска армия при Нова Загора, Джуранли и Стара Загора. Изтегля се от долината на река Тунджа и се укрепя в Хаинбоазкия и Шипченския проходи, поемайки тяхната отбрана. Загуби при бойните действия: около 2000 офицери и войници. Бойната дейност на отряда е със стратегическо значение за победата във войната.
Предният отряд е разформирован като отделно съединение на 30 юли 1877 г. Частите на отряда са придадени в състава на Южния отряд с командир генерал-лейтенант Фьодор Радецки.